# Optics Express
Optics Express (abrégé en Opt. Express) est une revue scientifique bimensuelle à comité de lecture qui publie des articles en libre accès dans tous les domaines concernant l'optique.
D'après le Journal Citation Reports, le facteur d'impact de ce journal était de 3,278 en 2009. Actuellement, le directeur de publication est C. Martijn de Sterke (Université de Sydney, Australie).